# Hayko Cepkin
Hayko Cepkin (Isztambul, 1978. március 11. –), örmény származású török alternatív rockénekes.

## Élete
Isztambulban született, a Mimar Sinan Egyetem Konzervatóriumában tanult két évig, majd a Timur Selçuk Çağdaş Müzik Merkezi hallgatójaként vett szolfézs- és énekórákat, később egy évig az Akademi İstanbulban tanult zongorázni. Pályafutása 1997-ben kezdődött, ekkor még csak billentyűsként, illetve hangtechnikusként működött közre több nagy nevű török előadó albumán (Koray Candemir, Demir Demirkan).
Első albuma 2005-ben jelent meg Sakin Olmam Lazım (Nyugodtnak kell maradnom) címmel, második albuma, a Tanışma Bitti (Vége az ismerkedésnek) 2007-ben került az üzletekbe.

## Lemezei
- 2005: Sakin Olmam Lazım
- 2007: Tanışma Bitti
- 2010: Sandık
- 2012: Aşkın Izdırabını...
- 2016: eni Büyüten Şarkılar (Vol. 1)